# リナ・ラトケ
リナ・ラトケ（Karoline "Lina" Radke-Batschauer、1903年10月18日 - 1983年2月14日）は、ドイツの元陸上競技選手。

## 人物
1903年10月18日、現在のドイツ・バーデン＝ヴュルテンベルク州バーデンバーデンの出身。
1920年代の女性陸上競技選手のパイオニアの一人であり、1928年アムステルダムオリンピックで初めて実施された女子800mの金メダリスト。
ラトケが陸上競技を始めたころは、まだ女性がスポーツをすることははしたないことで、特にランニングをすることは女性にとって負担が大きすぎるといわれていた時代であった。
オリンピック運動の創始者であるピエール・ド・クーベルタンでさえそのように考えていたようであり、そういう時代にラトケは陸上競技を始めた。
女性が参加できる競技会はそんなになかったが、それでもラトケはいくつかの国内や地域のタイトルを取っている。ラトケが最初に専門としたのは1000mであった。しかし、1928年のオリンピックで800mが実施されることになり800mに変更する。

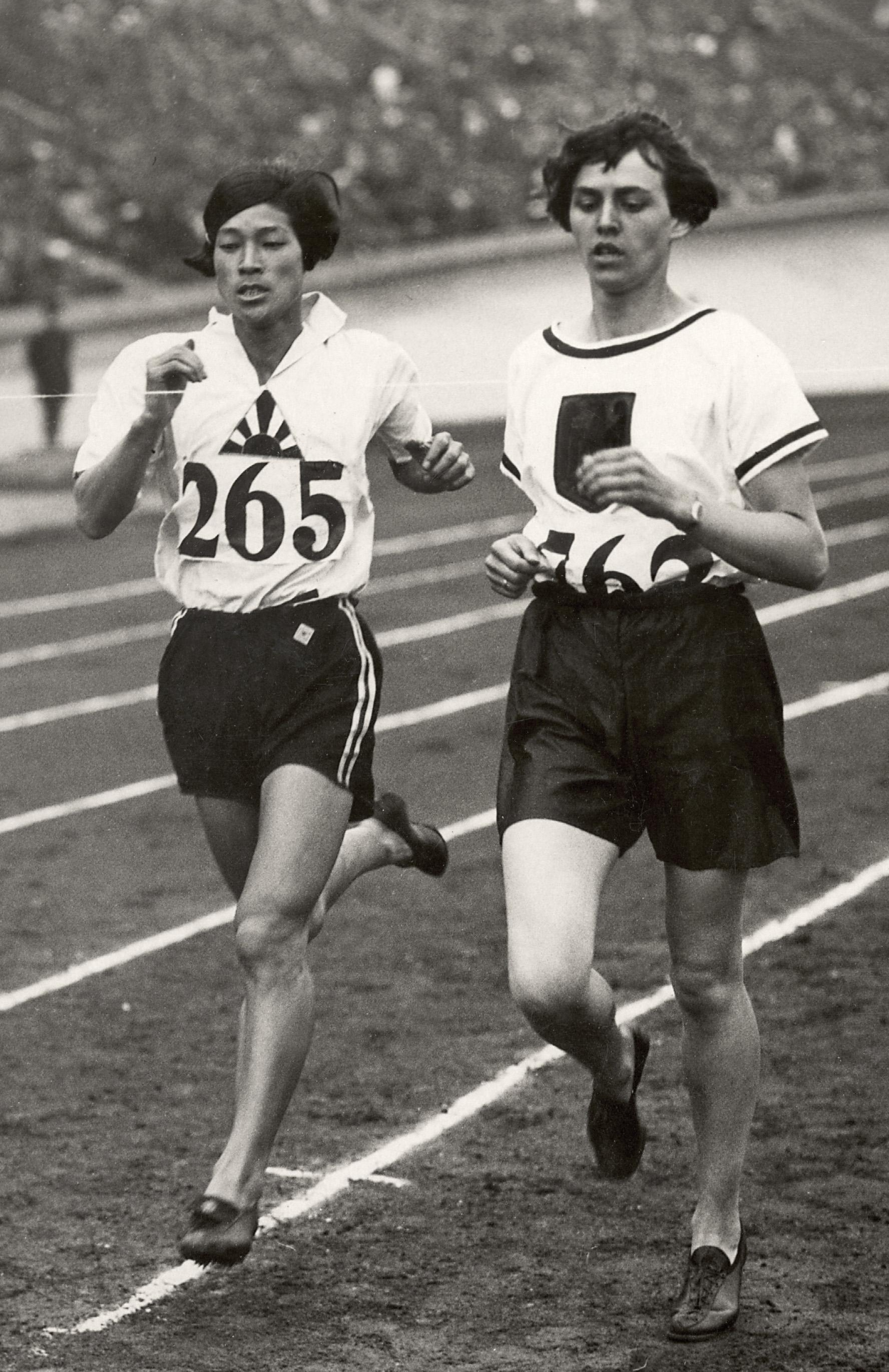
人見絹枝と競り合うラトケ（右）

ラトケの選手としてのハイライトともいえるのは1928年アムステルダムオリンピックである。この大会では、日本の人見絹枝との争いを制して800mでの金メダルを獲得、ラトケはここで800mの最初の公認の世界記録2分16秒8を樹立した。この世界記録は1944年まで破られなかった。
しかし国際オリンピック委員会は、この決勝レースに参加した9選手全てがゴール直後にへとへとになって倒れこんだことを快く思わず、オリンピックでの女子800mはこの大会を最後に取り止めとされ、第17回夏季オリンピックローマ大会（1960年）に復活するまでは実施されなかった。
ラトケはその後も1934年まで競技を続け、1983年に亡くなった。